# Robin Megraw
Robin Megraw (Liverpool; 9 de agosto de 1950) es un exfutbolista canadiense nacido en Inglaterra.

## Trayectoria
En 1973, se trasladó a Toronto First Portuguese de la NSL. En 1977, jugó en la North American Soccer League con Toronto Metros-Croatia, y más tarde con Toronto Blizzard.

## Selección nacional
Representó a la selección amateur de Canadá en los Juegos Panamericanos de 1975 y en los Juegos Olímpicos de 1976.

### Participaciones en Juegos Olímpicos
| Torneo                   | Sede     | Resultado    |
| ------------------------ | -------- | ------------ |
| Juegos Olímpicos de 1976 | Montreal | Primera fase |

## Clubes
| Club                     | País   | Año       |
| ------------------------ | ------ | --------- |
| Oshawa Imperials         | Canadá | 1966-1969 |
| Toronto Ukrainians       | Canadá | 1970      |
| Toronto City             | Canadá | 1971-1973 |
| Toronto First Portuguese | Canadá | 1973-1976 |
| Toronto Metros-Croatia   | Canadá | 1977-1978 |
| Toronto Blizzard         | Canadá | 1979      |